# Die Muminfamilie
Die Muminfamilie – Seria seriali animowanych produkcji niemieckiej powstałych w 1959–1960 (1962). Seria jest oparta na przygodach Muminków i ich przyjaciół z książek cyklu Muminki autorstwa Tove Jansson. Ta seria jest pierwszą w historii ekranizacją powieści cyklu Muminki. 

## Seriale
- Die Muminfamilie – Eine drollige Gesellschaft (1959)
- Die Muminfamilie – Sturm im Mumintal (1960)
- Die Muminfamilie – Winter im Mumintal (1962/Nigdy niewyemitowany)